# Roman Rasskazov
Roman Vladimirovič Rasskazov (rusky Роман Владимирович Рассказов; * 28. dubna 1979) je ruský atlet, mistr světa v chůzi na 20 km z roku 2001.
V roce 1998 se stal juniorským mistem světa v chůzi na 10 kilometrů. Na světovém šampionátu v Edmontonu v roce 2001 zvítězil v závodě na 20 kilometrů chůze, o dva roky později vybojoval na mistrovství světa v této disciplíně bronzovou medaili.